# Aga dos Janízaros

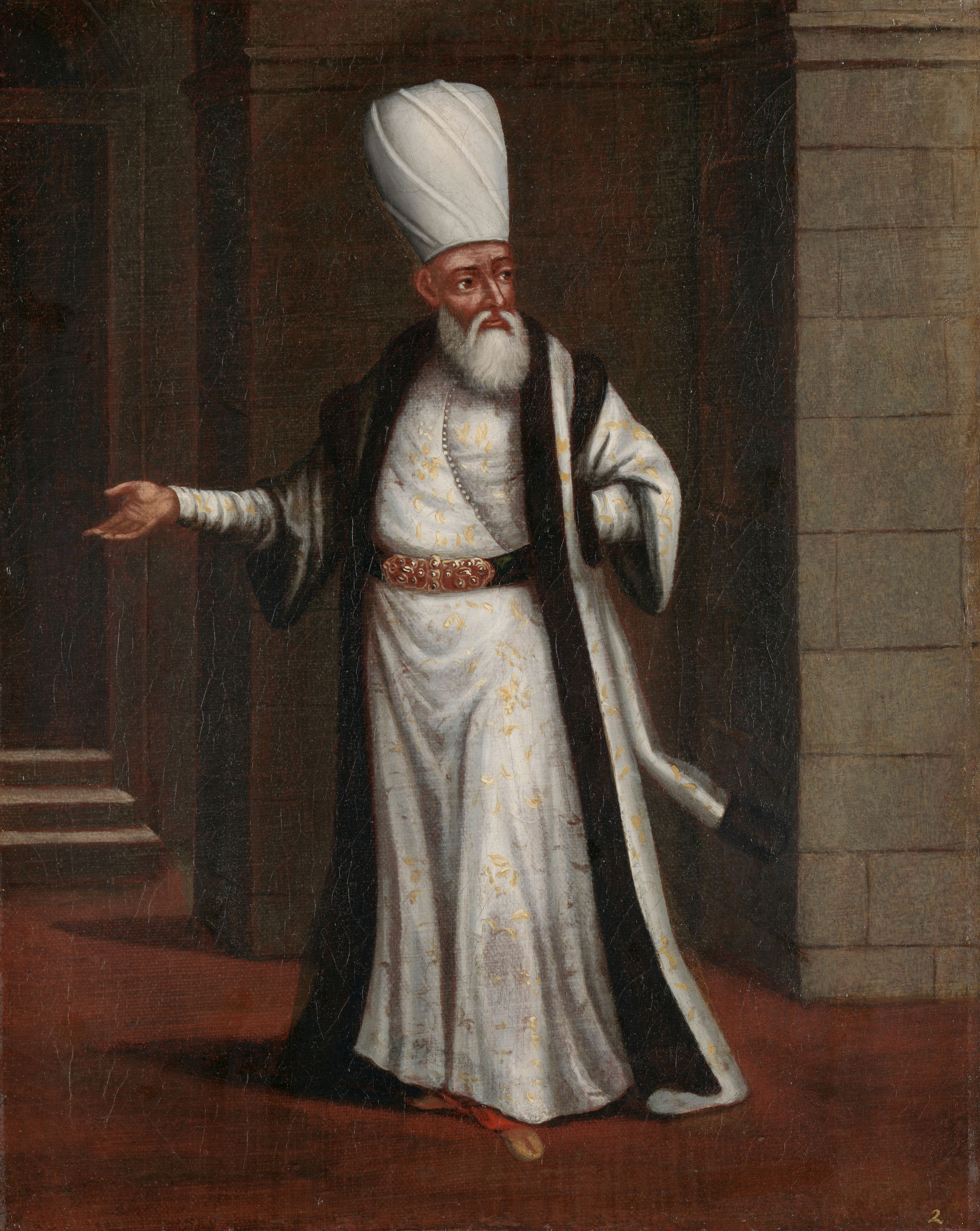
Representação do século XVIII de uma Aga dos Janízaros

O Aga dos Janízaros ou Aga Janízaro (em turco otomano: یڭیچری أغاسی ; em turco: Yeniçeri ağası) foi um alto oficial militar e cortesão otomano, e comandante do corpo de janízaros.  Além do comandante-geral de todo o corpo, o título de "Aga dos Janízaros" também era usado pelos comandantes das guarnições provinciais dos Janízaros.

## Nomeação e deveres
O Aga foi escolhido pelo Sultão Otomano, mas não era necessariamente um janízaro.  Para garantir a lealdade muitas vezes incerta do corpo, Bajazeto II (r. 1481–1512) interrompeu a prática de nomear o sekban-bashi (o comandante dos regimentos sekban) para o cargo e, em vez disso, nomeou um membro de sua própria família para o cargo.  Geralmente eram pajens que tinham sido recrutados, como os janízaros, através do sistema devshirme, mas que depois tinham sido educados na escola do palácio, tendo depois provado a sua capacidade no serviço interno e privado do palácio (Enderûn), antes de serem nomeados para cargos de chefia no serviço externo do palácio (Birûn). 
Ao mesmo tempo, Bayezid fundou a Ağa Bölükleri (lit.  "Tropas do Aga"), inicialmente como a comitiva pessoal de Aga e um meio de controlar o corpo; eventualmente, eles se tornaram unidades regulares de janízaros e, no final do século XVI, havia 61 regimentos no Ağa Bölükleri.  Enquanto o sistema devshirme era empregado, o Aga era responsável por verificar os novos rapazes recrutados na chegada a Istambul em busca de falsificações ou pessoas desaparecidas; os seus subordinados examinavam então os rapazes e atribuíam-nos ao serviço do palácio ou ao corpo de janízaros.  À medida que o papel político dos janízaros aumentou no início do século XVII, a partir de 1641 os Agas foram novamente nomeados dentre o corpo de janízaros. 
Ao contrário da percepção moderna generalizada do corpo de janízaros como uma entidade monolítica e rigidamente organizada, os regimentos individuais (ortas) não eram apenas a unidade primária de organização, mas também o foco do espírito e da lealdade do corpo de janízaros.  Com exceção do comandante (çorbacı ou bölük ağa), todos os oficiais de cada orta eram exclusivamente escolhidos e selecionados por membros do mesmo regimento com base na antiguidade ou mérito.  Assim, embora os Agas janízaros pudessem e nomeassem protegidos e ajudantes de confiança para os comandos e, assim, tivessem uma certa influência dentro dos regimentos individuais, a sua capacidade de exercer controlo direto era limitada.  Além disso, o corpo não tinha uma equipe militar dedicada, com o Agha auxiliado apenas por alguns oficiais civis. Isto não foi um problema enquanto os janízaros eram uma pequena força de cerca de 1.000 soldados, mas proibiu qualquer controlo operacional efetivo quando o corpo aumentou para 15.000 ou mais no decorrer dos séculos XVI e XVII.  Os mandatos geralmente breves dos Agas contribuíram ainda mais para a sua falta de controlo sobre o corpo. 
Como membro sénior da corte, com direito a audiência directa e privada com o Sultão, o Aga foi uma figura muito influente na política otomana e um dos conselheiros mais próximos do Sultão.  O Aga não era membro do Conselho Imperial, mas podia participar de sessões extraordinárias, juntamente com outros comandantes militares.  Em sua residência, o chamado "Portão de Aga" (ağa kapısı) próximo à Mesquita de Solimão, com vista para o Corno de Ouro,  o Aga tinha seu próprio conselho, que tratava de todos os assuntos relativos aos janízaros, mas era obrigado a informar o Grão-vizir, como representante irrestrito do sultão, antes de encaminhar quaisquer petições ao sultão. 
Juntamente com o Grão-Vizir, o Aga dos Janízaros também era responsável por manter a ordem na capital otomana, Istambul.  O Aga também tinha deveres cerimoniais e protocolares proeminentes; por exemplo, ele acompanhava o sultão em suas visitas cerimoniais às mesquitas da capital para a oração de sexta-feira.  Quando o Aga estava ausente em campanha, suas funções eram desempenhadas por seu vice, o sekban-bashi, o comandante dos 34 regimentos sekban, que sempre permaneciam como guarnição na capital.   Em campanha, o Aga era precedido por um estandarte de cauda de cavalo branco (tugh), e seus assistentes tinham as pontas de suas vestes enfiadas em seus cintos.  No século XVI, o Aga dos Janízaros era um dos quinze "Agas do Estribo", altos funcionários da casa do Sultão que, segundo a lei, se qualificavam para nomeação subsequente como governadores provinciais. 